# Rosario Assunto
Rosario Assunto (Caltanissetta, 28 marzo 1915 – Roma, 24 gennaio 1994) è stato un filosofo italiano. 
È stato un teorico dell'arte ed esteta del paesaggio italiano.

## Biografia

### Prima del 68
Ha compiuto i suoi studi secondari presso il Liceo classico Ruggero Settimo di Caltanissetta, sua città natale. Assunto conseguì il dottorato in giurisprudenza nel 1938, per seguire il volere del padre un avvocato; nel mentre inizia un'attività critica di cinema e teatro, prima di passare alla filosofia. Dal 1944 al 1951 studiò filosofia con l'“ontologo critico” e specialista di Kant Pantaleo Carabellese (1894–1957) professore di filosofia teoretica presso l'Università di Roma e fu anche ammiratore del pensiero di Carlo Antoni. 
Iniziò una carriera di insegnante, momentaneamente interrotta dalla guerra durante il quale svolse il suo servizio militare accanto a Oscar Luigi Scalfaro, futuro Presidente della Repubblica Italiana.
All'indomani della guerra, scrisse articoli per il quotidiano Il Giornale e firma le sue prime pubblicazioni scientifiche, che riguardano in particolare il letteratura, l'esistenzialismo e temi di pedagogia. 
Il suo interesse per la poesia e le arti lo ha spinto a specializzarsi nel campo dell'estetica.
Nel 1955 divenne docente privato e dal 1968 al 1980 fu docente facoltà di lettere dell'Università di Urbino dal 1956 e dal 1981 fu titolare della cattedra di Storia della filosofia italiana presso la Facoltà di Magistero a Roma. 
I suoi titoli: Sespremiers collections d’essais, Forma e destino (1957) e L’integrazione estetica (1959), sono pubblicati dalle Edizioni di Comunità, il movimento fondato nel 1947 dall'industriale, scrittore e urbanista Adriano Olivetti, che sostiene una serie di riforme sociali e politiche. Assunto è in questo momento molto legato a tale gruppo di intellettuali d'avanguardia e partecipa persino alla leadership politica del movimento.
(Paola Nicita)

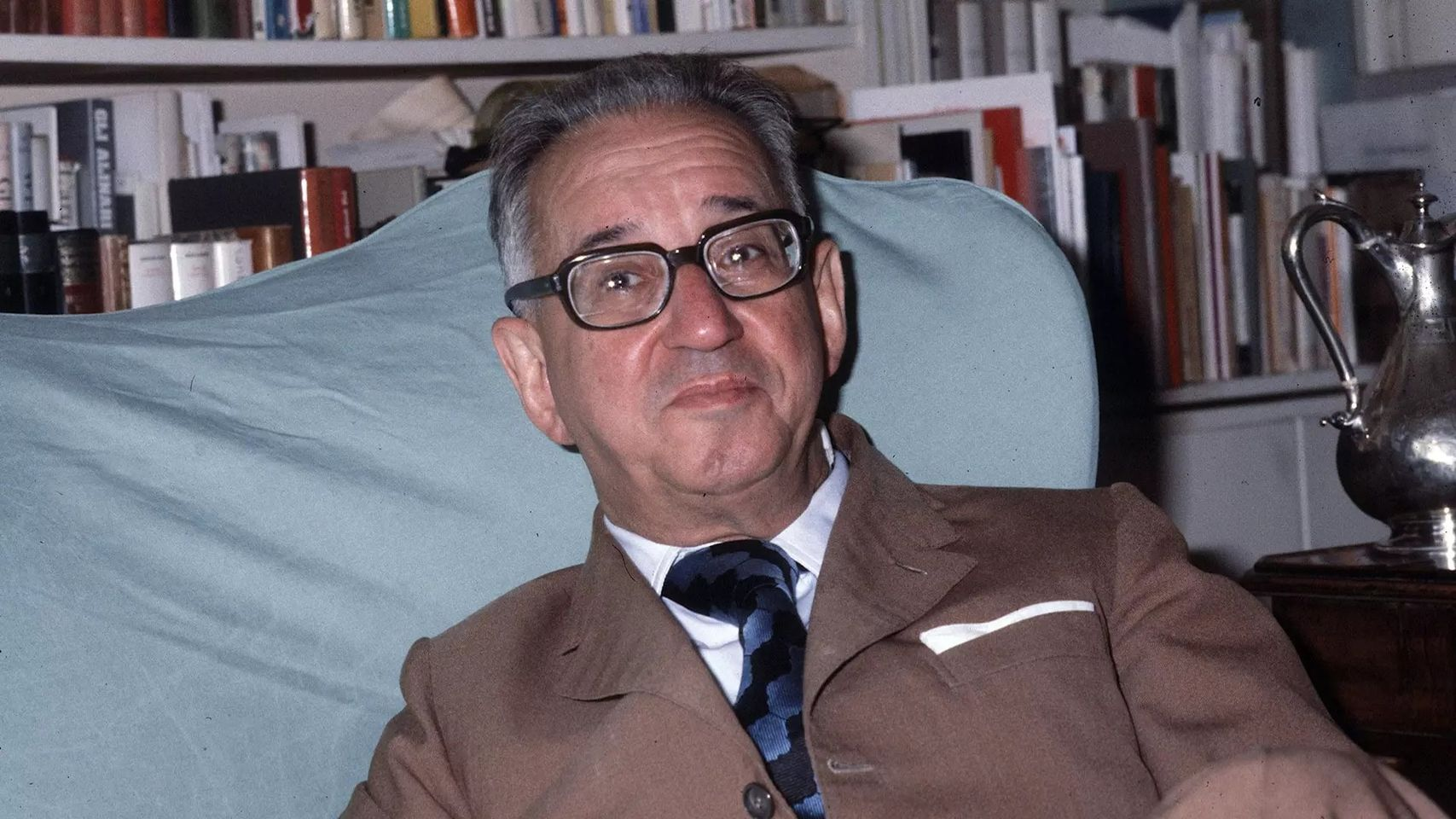
Rosario Assunto

Un isolamento, il suo, iniziato col Sessantotto, ma poi sempre più accentuato; infine, si chiuse nei suoi studi e nelle sue speculazioni dopo la morte della moglie, la storica dell'arte Wanda Gaeta, molto amata («Sono la fotocopia di lei, che è stata uccisa dal mio stesso male») .
A Roma fu molto amico di Giulio Carlo Argan del quale sempre riconobbe la grande dottrina e la sensibilità artistica, dovendosene però dichiarare, a partire appunto dal Sessantotto, in dissenso profondo quanto alle scelte politiche e civili. A partire da quegli anni si ritirò dalla discussione pubblica; a ciò contribuì anche il crescente predominio degli approcci del linguaggio e della teoria dei segni in filosofia, facendo apparire superate le posizioni di Assunto.
Assunto è stato socio corrispondente dell’Accademia dei Lincei, Socio dell’Arcadia, dell’Accademia di San Luca, dell’Accademia Olimpica Vicentina, ci ha lasciato studi di storia e di teoria dell’estetica di importanza internazionale, grazie anche alle traduzioni. È stato anche presidente dell’apposita Commissione per la Tutela dei Giardini Storici del Ministero dei Beni Culturali e Ambientali.

### Dopo il 68
Durante gli anni di protesta studentesca, Assunto decide di non cambiare il suo insegnamento, criticato da alcuni come « elitario », che gli farà guadagnare la stima e la simpatia di alcuni attivisti del movimento studentesco. 
Dal 1968 al 1970, ha pubblicato note di umore dal titolo generale I veleni del filosofo. 
Continua a pubblicare vari studi di teoria e storia dell'estetica che riguardano tra l'altro Vico, Winckelmann, Schelling, Hegel, seguendo la lezione del suo maestro Carabelese, e parte del quale saranno riuniti insieme nella collezione pubblicata nel 1981 Filosofia del giardino e filosofia nel giardino, 1981,.
Nel 1984 un libro sulla verità e la bellezza nell'estetica e nella poetica del neoclassicismo e il primo romanticismo in Italia ; una raccolta di saggi sull'estetica del paesaggio (È parterre e ghiacciai); un volume sulla poetica del città attraverso la cronologia che integra i contributi precedenti sull'urbanistica (La città di Anfione e la città di Prometeo); finalmente una scelta di studi critici sul poesia (Parola anteriore come parola ulteriore).

### Premio Internazionale Carlo Scarpa
Assunto è stato presidente della Giuria nel 1990, presidente onorario 1991-1994. 
Per il suo lavoro sul giardino e sul paesaggio e le sue posizioni a favore del loro riconoscimento è stato scelto come presidente della Giuria dal Premio Internazionale Carlo Scarpa per il Giardino, assegnato dalla Fondazione Benetton Studi Ricerche di Treviso con la motivazione:
(Motivazione del Premio Carlo Scarpa 1991, a cura della Giuria)
 
Il premio è fortemente simbolico perché la giuria intendeva ricordare 
(ibdem)
Negli ultimi suoi anni dopo la scomparsa prematura della moglie la storica dell'arte Wanda Gaeta, visse sempre più isolato nel suo alloggio a Roma, mantenendo numerosi contatti con artisti d'avanguardia.
Egli morì di a tumore all'età di settantotto anni.

## Pensiero

Rosario Assunto nel 1988

Rosario Assunto, interessato ai temi estetici della filosofia da un punto di vista storico e teoretico li ha trattati non solo come tipici della filosofia dell'arte e del bello ma considerandoli coincidenti con la filosofia stessa giudicata come pura estetica. Egli si rifà a Baumgarten, Cartesio, Leibniz, Kant esaminati soprattutto per la loro concezione dell'uomo e del suo rapporto con la natura. è
È stato anche un interprete del pensiero di Holderlin, di Rilke, di Schiller e di Leopardi, e ha maturato il significato del "paesaggio" come categoria estetica.
Una visione tradizionalista della filosofia, proprio nel momento in cui l'estetica si rivolgeva alla semiotica, che isolò Assunto soprattutto in Italia, mentre in Germania veniva tradotto e apprezzato.
Assunto ha anticipato concetti rilevanti per la riflessione più recente; anticipando il lavoro di Georg Simmel che ha lavorato sul tema del paesaggio come fucina di esperienze estetiche.
Rosario Assunto ha contribuito in modo significativo al panorama filosofico italiano attraverso la sua pionieristica teorizzazione dell'Estetica del paesaggio. I suoi studi e le sue opere hanno ispirato i temi ambientalisti sulla tutela e conservazione del paesaggio, sia naturale che elaborato dall'uomo. Inoltre, Assunto ha anticipato concetti rilevanti per la riflessione più recente, contribuendo così a una maggiore consapevolezza e apprezzamento dell'ambiente e del paesaggio. Il suo impatto nel campo dell'estetica dei giardini e del paesaggio ha influenzato la filosofia italiana, portando ad una maggiore considerazione dell'importanza estetica e ambientale nella riflessione filosofica.
Secondo Assunto la posizione del soggetto rispetto all’oggetto ovvero la discussione tra contemplazione passiva e contemplazione attiva è sempre ben presente nei discorsi; egli tratta la contemplazione in senso sperimentale, attivo, volto alla cura e alla partecipazione raccogliendo istanze provenienti dalla fenomenologia.
Assunto ha rappresentato una delle voci più significative all'interno del dibattito filosofico estetico del Novecento. Vivamente interessato all'estetica dei giardini anticipa largamente nelle sue opere alcuni rilevanti concetti per la riflessione più recente, come per esempio quello di "estetica del paesaggio", che hanno ispirato i temi ambientalisti sulla tutela e conservazione del paesaggio, naturale o elaborato dall'uomo, che egli definisce «Spazio limitato, ma aperto; presenza, e non rappresentazione, dell'infinito nel finito».
Inoltre ancora, Assunto si occupò intensamente delle teorie antiche, medievali, neoclassiche e romantiche della bellezza. In Germania aveva principalmente finito La teoria della bellezza nel Medioevo (1963, 1982), in cui ha approfondito i concetti di base delle teorie medievali sulla bellezza, teorie basate sulle citazioni dei loro rappresentanti più importanti, tra cui Agostino presentato sistematicamente. Mostra che il concetto di estetica, così com'è Alexander Gottlieb Baumgarten Fu introdotto nel 1750, al massimo metaforicamente applicato alle teorie dell'arte medievali. La filosofia medievale vede la pittura e la scultura come un mestiere puramente meccanico che serve ad adattare la materia alla forma che è sempre presente nello spirito dell'artista. In questo modo, contribuiscono alla visualizzazione quotidiana dell'idea del bello. La bellezza è sempre uno strumento di istruzione morale; dovrebbe evocare emozioni che influenzano il modo di vivere. Questa funzione dell'arte si sta gradualmente perdendo, a partire dal trecento fiorentino. Parallelamente alla diffusione delle posizioni nominalistiche nel discorso scolastico, la bellezza dell'arte viene successivamente determinata in modo sempre più soggettivo - culminando nell'umanesimo e nel neoclassicismo. L'opera d'arte come tale significa soltanto se stessa; diventa segno puramente estetico di sé e si separa dall'azione rituale e dal mito.
Secondo Assunto, a partire dal Romanticismo (interrotto solo dall'epoca del realismo e del naturalismo), le opere d'arte e di letteratura sono tornate ad essere portatrici di significati simili a quelli del Medioevo: rappresentano archetipi o miti, anche se ora in abiti secolari. Per quanto riguarda Dante (da un punto di vista teologico) e Sigmund Freud o Herbert Marcuse (dal punto di vista psicoterapeutico) hanno una funzione anagogica; Sono più che “segni senza mondo”, non solo “ornamento, sublimazione culturale o passatempo privato”, ma incarnano piuttosto un “simbolismo” soprannaturale. Per Marcuse l'arte libera le persone dal principio della prestazione, per Thomas Mann collega la coscienza individuale con la coscienza generale, con il mito.
Assunto distingue tra significato verticale (anagogico) e significato orizzontale. Verticale è l'esplorazione del passato e delle profondità dell'anima, che dà senso al presente. Orizzontalmente (socialmente o storicamente) significativo è il riferimento ad altre parti del mondo, alla polis, alla vita sociale, al mondo delle istituzioni. Esempi di ciò sono l'arte e la letteratura del Surrealismo, che cerca di cambiare il mondo, o le opere di Bertolt Brecht e Luigi Pirandello, il film italiano del Neorealismo, ma anche ogni letteratura che si riferisca a questioni filosofiche e quindi vada oltre se stessa.
Un focus del suo lavoro era l’estetica del paesaggio. In Il paesaggio e l'estetica (1973) Assunto mostra che le persone cercano e creano il proprio paesaggio, sia fisicamente che spiritualmente. In diverse opere sviluppa una teoria del giardino. È stato influenzato dalla visione romantica tedesca della natura. In Ipotesi e postille sull'estetica medioevale (1975) si occupa della poesia di Dante. Invece, Intervengono i personaggi (col permesso degli autori) (1977) è una raccolta di racconti satirico-filosofici.

## Opere
- Teatro, cinematografo e radio, in "Civiltà fascista", a. VII, n. 1, gennaio 1940.
- Il teatro nell'estetica di Platone, in "Rivista italiana del teatro", n. 4, 1943.
- Curatela di Heinrich von Kleist, Michele Kohlhaas, Torino, Einaudi, 1946.
- Essere e valore nella filosofia di C. A. Sacheli, in "Rivista di storia della filosofia", a. II, fasc. 3-4, 1947.
- L'educazione estetica, Milano, Viola, 1950.
- Educazione pubblica e privata, Milano, Viola, 1950.
- La pedagogia greca, Milano, Viola, 1952.
- Forma e destino, Milano, Edizioni di comunità, 1957.
- L'integrazione estetica. Studi e ricerche, Milano, Edizioni di comunità, 1959.
- Teoremi e problemi di estetica contemporanea. Con una premessa kantiana, Milano, Feltrinelli, 1960.
- La critica d'arte nel pensiero medioevale, Milano, Il saggiatore, 1961.
- Estetica dell'identità. Lettura della Filosofia dell'arte di Schelling, Urbino, STEU, 1962.
- Giudizio estetico, critica e censura. Meditazioni e indagini, Firenze, La nuova Italia, 1963.
- Die Theorie des Schönen in Mittelalter, Koln, DuMont, 1963.
- Stagioni e ragioni nell'estetica del Settecento, Milano, Mursia, 1967.
- L'automobile di Mallarmé e altri ragionamenti intorno alla vocazione odierna delle arti, Roma, Ateneo, 1968.
- L'estetica di Immanuel Kant, una antologia dagli scritti a cura di, Torino, Loescher, 1971.
- Hegel nostro contemporaneo, con Raffaello Franchini e Mario Pensa, Roma, Unione italiana per il progresso della cultura, 1971.
- Il paesaggio e l'estetica

I, Natura e storia, Napoli, Giannini, 1973.
II, Arte, critica e filosofia, Napoli, Giannini, 1973.
- L'antichità come futuro. Studio sull'estetica del neoclassicismo europeo, Milano, Mursia, 1973.
- Ipotesi e postille sull'estetica medioevale. Con alcuni rilievi su Dante teorizzatore della poesia, Milano, Marzorati, 1975.
- Libertà e fondazione estetica. Quattro studi filosofici, Roma, Bulzoni, 1975.
- Intervengono i personaggi (col permesso degli autori), Napoli, Società editrice napoletana, 1977 (nuova edizione: Torino, Aragno, 2019, con una postfazione di E. Cutinelli-Rendina).
- Specchio vivente del mondo. Artisti stranieri in Roma, 1600-1800, Roma, De Luca, 1978.
- Alfred Hohenegger. Esploratore del possibile, con Gustav René Hocke e Elio Mercuri, Roma, De Luca, 1979.
- Infinita contemplazione. Gusto e filosofia dell'Europa barocca, Napoli, Società editrice napoletana, 1979.
- Filosofia del giardino e filosofia nel giardino. Saggi di teoria e storia dell'estetica, Roma, Bulzoni, 1981.
- La città di Anfione e la città di Prometeo. Idea e poetiche della città, Milano, Jaca book, 1984. ISBN 88-16-40120-6.
- La parola anteriore come parola ulteriore, Bologna, il Mulino, 1984. ISBN 88-15-00645-1.
- Il parterre e i ghiacciai. Tre saggi di estetica sul paesaggio del Settecento, Palermo, Novecento, 1984. ISBN 88-373-0012-3.
- Verità e bellezza nelle estetiche e nelle poetiche dell'Italia neoclassica e primoromantica, Roma, Quasar, 1984. ISBN 88-85020-48-8.
- Ontologia e teleologia del giardino, Milano, Guerini, 1988. ISBN 88-7802-026-5.
- Leopardi e la nuova Atlantide, Napoli, Istituto Suor Orsola Benincasa-Edizioni scientifiche italiane, 1988. ISBN 88-7104-060-0.
- La natura, le arti, la storia. Esercizi di estetica, Milano, Guerini studio, 1990. ISBN 88-7802-163-6.
- Giardini e rimpatrio. Un itinerario ricco di fascino attraverso le ville di Roma, in compagnia di Winckelmann, di Stendhal, dei Nazareni, di D'Annunzio, Roma, Newton Compton, 1991. ISBN 88-7780-683-4.
- La bellezza come assoluto, l'assoluto come bellezza. Tre conversazioni a due o più voci, Palermo, Novecento, 1993. ISBN 88-373-0182-0.
- Il sentimento e il tempo, antologia a cura di Giuseppe Brescia, Andria, Grafiche Guglielmi, 1997.
- L’antichità come futuro. Studio sull’estetica del neoclassicismo europeo, Edizioni Medusa, Milano 20202, introduzione Fabrizio Desideri. ISBN 978-88-88130-088.